# Villanueva de Arriba
Villanueva de Arriba es una localidad y también una pedanía pertenecientes al municipio de Santibáñez de la Peña, en la provincia de Palencia, comunidad autónoma de Castilla y León, España. 

## Geografía
Situada en terreno montuoso, cerca de las montañas del Brezo. Confina con los pueblos de Santibáñez de la Peña, las Heras, San Pedro de Guantes, Muñeca y la ermita de San Juan de Fuentes Divinas.

### Despoblados
En el Becerro de las Presentaciones de León (siglos XIII-XV), la parroquia San Pedro de Villanueva aparece dentro de las parroquias de Villasila que pertenecían al Arciprestazgo de la Puebla, sin embargo lo más probable es que se refiera a San Pedro de Guantes, entre Villanueva de Arriba y Villaoliva de la Peña.

## Comunicaciones
Carretera autonómica  CL-626  y Ferrocarril de La Robla.

## Demografía
Evolución de la población en el siglo XXI
| Gráfica de evolución demográfica de Villanueva de Arriba entre 2000 y 2020 |
|                                                                            |
| Población de derecho (2000-2020) según el padrón municipal del INE         |

## Economía
De subsistencia, debido a la grave crisis de la cuenca minera palentina.

## Descripción deSebastán de Miñano
Lugar de realengo de España, provincia de Palencia, partido de Carrión, concejo de la Peña, Alcalde Pedáneo, 65 vecinos, 229 habitantes, 1 parroquia.

## Historia

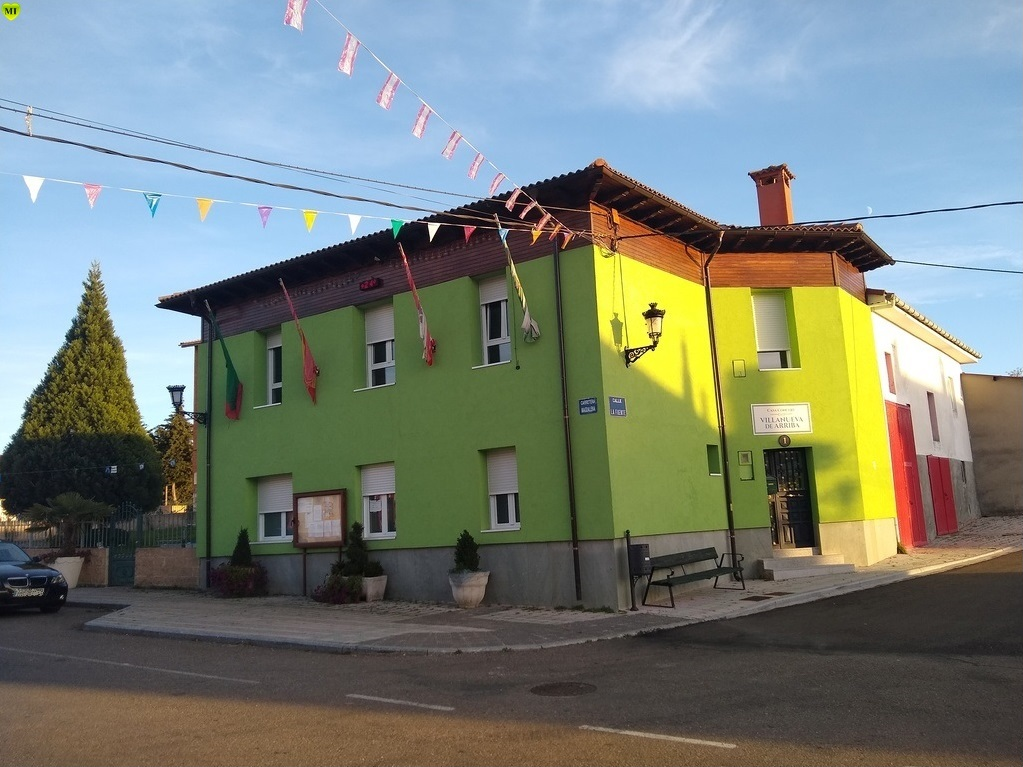
Casa Concejo

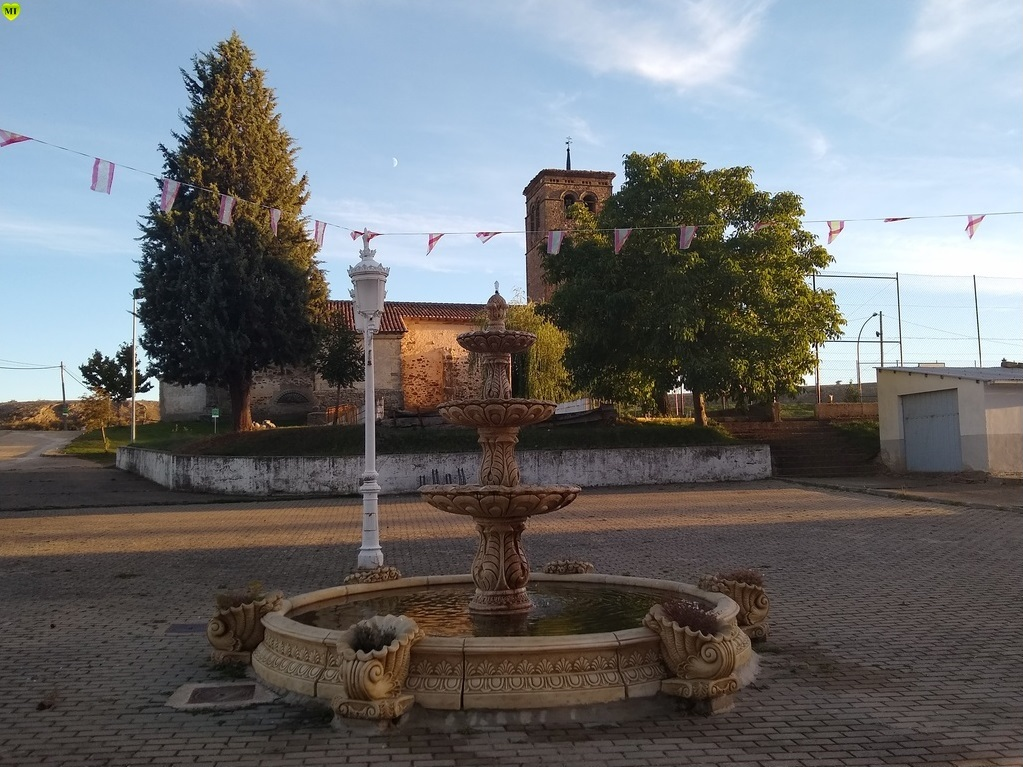
Iglesia de la Asunción de la Virgen

En 1231, D. Alfonso Martínez y Don García Martínez, junto con sus esposas Doña Mari Roiz y Doña Alda, fundan en el Hospital de Villamartín un aniversario por su alma, la de sus padres y parientes entregando como compensación sus propiedades en Villasila, Villamelendro, Villanueva de Arriba, Villafría de la Peña, Amayuelas de Abajo y Villafolfo.
A la caída del Antiguo Régimen la localidad se constituye en municipio constitucional, conocido entonces como Villanueva de Muñeca y que en el censo de 1842 contaba con 27 hogares y 140 vecinos, para posteriormente integrarse en Cervera de Pisuerga.

## Medio Ambiente
El monte conocido como Camporredondo, pertenece mancomunadamente y proindiviso a las Juntas Vecinales de Villanueva de Arriba (dos terceras partes) y Villaoliva de la Peña (una tercera parte), repoblado con Pinus sylvestris y Pinus nigra, procedentes de repoblación, cuenta con una superficie de 472,42 ha.

## Patrimonio
Iglesia católica parroquial de la Asunción de Nuestra Señora.